# أبو الحكم الدمشقي
 أبو الحكم الدمشقي هو طبيب دمشقي عاش في العصر الأموي في القرن الثالث الهجري كان طبيبا وعالما، نبغ بعلوم العلاج والطب والأدوية واشتهر بين سكان دمشق ب أبو الحكم، وكان معمرا عاش طويلا حتى تجاوز المائة عام وأكثر.
كان ذو حكمة وعلم ملم بكافة صنوف الأدوية والمعالجة والطب. وذكره ابن أبي أصيبعة قال: «كان طبيبا عالما بأنواع العلاج والأدوية». كان يقصده المرضى من كل مكان لشهرته، يعد من أفضل اطباء المسلمين في عصره. توفي ودفن في دمشق.

## الحكم الدمشقي
هو ابن أبو الحكم الدمشقي، تعلم الطب من أبيه وكان عالما من علماء عصره في تركيب الأدوية، وعمّر طويلا مثل أبيه.
قال ابن أبي أصيبعة: «كان يلحق بأبيه في معرفته بالمداواة، والأعمال الطبية، وكان مقيما بدمشق، وعمّر أيضا عمرا طويلا». وقد توفي عام 210 هـ في دمشق.